# Yap (langue)
Pour les articles homonymes, voir Yap.
Cette page contient des caractères spéciaux ou non latins. S’ils s’affichent mal (▯, ?, etc.), consultez la page d’aide Unicode.
Le yap est la langue parlée à Yap et dans l'État de Yap par 6 590 locuteurs (recensement de Yap de 1987) et par 7 170 locuteurs dans le monde entier (surtout les îles Carolines et les États-Unis). Faisant partie des langues océaniennes, le yap est néanmoins difficile à classer. C'est une langue VSO.

## Orthographie
Il a été suggéré de rattacher le yap aux langues des îles de l'Amirauté. Le coup de glotte est une caractéristique du yap : les mots qui commencent à l'écrit par une voyelle (avec très peu d'exceptions grammaticales) commencent en réalité par un coup de glotte. Des voyelles proches sont séparées par un coup de glotte et de nombreux mots terminent par un autre coup de glotte. Dans l'écriture du yap jusqu'en 1970, le coup de glotte n'était pas forcément indiqué. Le plus souvent, on doublait la voyelle en fin de mot. Depuis, la double-voyelle représente les voyelles longues : du coup, la lettre q a été utilisée pour indiquer le coup de glotte, même si ce n'est pas toujours systématique.

## Phonologie
À l'exception de quelques formes grammaticales où elles sont de forme V, les syllabes sont de forme CV ou CVC.

### Consonnes
Le yap est une des rares langues du monde à posséder une consonne fricative éjective, au sein d'une série plus large de consonnes glottalisées qui compte les consonnes éjectives /pʼ tʼ kʼ θʼ/, les consonnes nasales glottalisées /mˀ nˀ ŋˀ/ et les consonnes spirantes glottalisées /jˀ wˀ lˀ/.
Dans le tableau ci-dessous, chaque phonème est répertorié à la gauche du graphème qui le représente dans l'orthographe yap.
|           |             | Labiale | Dentale | Alvéolaire | Palatale | Vélaire | Glottale |
| --------- | ----------- | ------- | ------- | ---------- | -------- | ------- | -------- |
| Nasale    | simple      | m       |         | n          |          | ŋ ng    |          |
| Nasale    | glottalisée | mˀ m'   |         | nˀ n'      |          | ŋˀ ng'  |          |
| Occlusive | simple      | p       |         | t          |          | k       | ʔ q      |
| Occlusive | éjective    | pʼ p'   |         | tʼ t'      |          | kʼ k'   |          |
| Fricative | sourde      | f       | θ th    | s          | ʃ ch     | x g     | (h) h    |
| Fricative | sonore      | β b     | ð d     |            |          |         |          |
| Fricative | éjective    |         | θʼ th'  |            |          |         |          |
| Spirante  | simple      |         |         | l          | j y/j    | w       |          |
| Spirante  | glottalisée |         |         | lˀ l'      | jˀ y'    | wˀ w'   |          |

/h/ écrit <h> and /j/ écrit <j> ne sont utilisés que dans les emprunts aux langues anglaise et japonaise. Toutefois, /j/ écrit <y> se retrouve dans des mots indigènes.

### Voyelles
Dans le tableau ci-dessous, chaque phonème est répertorié à la gauche du graphème qui le représente dans l'orthographe yap.
|              | Antérieure   | Antérieure | Antérieure | Antérieure   | Postérieure  | Postérieure | Postérieure | Postérieure |
| non arrondie | non arrondie | arrondie   | arrondie   | non arrondie | non arrondie | arrondie    | arrondie    |             |
| courte       | longue       | courte     | longue     | courte       | longue       | courte      | longue      |             |
| ------------ | ------------ | ---------- | ---------- | ------------ | ------------ | ----------- | ----------- | ----------- |
| Fermée       | ɪ i          | iː ii      |            |              |              |             | ʊ u         | ʊː uu       |
| Moyenne      | ɛ e          | eː ee      | œ ö        | œː oe        | ʌ a          |             | ɔ o         | ɔː oo       |
| Pré-ouverte  | æ ë          | æː ea      |            |              |              |             |             |             |
| Ouverte      | a ä          | aː ae      |            |              |              |             | ɑː aa       |             |